# Christina Adams
Christina Adams (geboren vor 1986) ist eine Produzentin und Drehbuchautorin.

## Werdegang
Christina Adams ist zusammen mit Anthony Adams die Begründerin der Firma Adams Entertainment, mit der sie ihre beruflichen Aktivitäten unternimmt.
Mit ihrem Partner Anthony Adams hat sie  Film- und Fernsehprojekte für eine Reihe von Studios und Produktionsfirmen geschrieben, produziert und entwickelt, darunter Disney, Warner Bros., Universal, ABC, CBS, PBS und NBC darunter den ABC-Film Mein Chef – Das Schwein! mit Harry Hamlin und den NBC-Film Hilflos ausgeliefert (1994) mit Emmy-Gewinnerin Leigh Taylor Young. Sie hat Folgen für Serien wie Duck Tales für Disney Animation und Fragglerock für Marvel Productions geschrieben.
Adams war die Archivproduzentin und Musikbetreuerin für  Fernsehserien und Specials wie Oprahs Master Class, Oprah Goes To Broadway: Die Farbe Lila, SuperSoul Sonntag und Die Queen Latifa Show. Neben ihrer Arbeit als Autorin und Produzentin ist Adams eine Sängerin und Songwriterin, die in  Indien und Europa aufgetreten ist. Sie hat mehrere Weltmusik-Alben aufgenommen, darunter den Kult-Klassiker Vrindaban, und ist eine der Hauptdarstellerinnen auf dem Soundtrack von Lost Lake.
Adams produzierte für die Bühne Primal Twang: The Legacy of the Guitar mit einem All-Star-Ensemble von Gitarristen, darunter die Grammy-Preisträger Eric Johnson, Albert Lee und Doc Watson. Sie produzierte auch die Filmversion von Primal Twang, die aus den Live-Auftritten entstand, die landesweit auf PBS ausgestrahlt wurden, und beim Dokumentarfilmfestival von Rom als bester Dokumentarfilm ausgezeichnet wurde. Nach Abschluss der Postproduktion für die Filmversion von Primal Twang schrieb Adams mit und produzierte die Weltpremiere-Inszenierung "Love-In: Eine musikalische Feier" mit der Broadway-Legende Ben Vereen. Sie produzierte auch die Love-In-Musik-Dokumentation, die landesweit auf PBS ausgestrahlt wurde.

## Filmografie (Auswahl)

### Produzent
- 1994: Hilflos ausgeliefert (Murder or Memory?: A Moment of Truth Movie; Fernsehfilm)
- 1997: Mein Chef – Das Schwein! (Badge of Betrayal; Fernsehfilm)

### Drehbuchautor
- 1994: Hilflos ausgeliefert (Murder or Memory?: A Moment of Truth Movie; Fernsehfilm)
- 1997: Mein Chef – Das Schwein! (Badge of Betrayal; Fernsehfilm)